# 2. Basketball-Bundesliga 1982/83
Die Saison 1982/1983 war die achte Saison der 2. Basketball-Bundesliga.

## Modus
Es wurde in zwei Gruppen Nord und Süd mit je zehn Mannschaften gespielt. Nach einer Einfachrunde spielten die ersten vier Mannschaften einer Staffel eine zweigleisige Aufstiegsrunde aus, deren Sieger in die Basketball-Bundesliga aufstieg. Die restlichen Mannschaften spielen eine Abstiegsrunde in ihrer Staffel aus. Aus der Nordstaffel stiegen aufgrund der zugeordneten Regionalligen regulär zwei Mannschaften und aus der Südstaffel drei Mannschaften ab. Sowohl in die Aufstiegs- als auch Abstiegsrunde wurden alle Punkte der Hauptrunde mitgenommen.

## Teilnehmende Mannschaften

### Gruppe Nord
- BG Hagen

Spielgemeinschaft aus DEK und Fichte Hagen
- BG 74 Göttingen
- UBC Medico Münster
- TSV Hagen 1860
- Oldenburger TB
- TV Ibbenbüren
- OSC Bremerhaven
- Düsseldorfer BG

Spielgemeinschaft aus TV Grafenberg und ART Düsseldorf
Aufsteiger aus den Regionalligen Nord und West
- Aplerbecker SC 09
- BC Giants Osnabrück

### Gruppe Süd
- USC Heidelberg

Absteiger aus der Basketball-Bundesliga
- TV Langen

Absteiger aus der Basketball-Bundesliga
- SpVgg 07 Ludwigsburg
- TG Hanau
- SB DJK Rosenheim
- VfL TB Bamberg

Die BG Bamberg wurde zum Saisonbeginn aufgelöst, der VfL TB Bamberg spielte alleine weiter.
- TuS Aschaffenburg-Damm

Die BG Aschaffenburg wurde zum Saisonbeginn aufgelöst, die TuS Aschaffenburg-Damm spielte alleine weiter.
Aufsteiger aus den Regionalligen Mitte, Südwest und Süd
- FC Bayern München
- Post-SG Mannheim
- BBC Linz

## Saisonverlauf

### Abschlusstabellen Hauptrunde
Nord
| Platz | Team                    | Gesamt    | Gesamt |
| ----- | ----------------------- | --------- | ------ |
| 1.    | BC Giants Osnabrück (N) | 1665:1309 | 36:0   |
| 2.    | Oldenburger TB          | 1505:1332 | 30:6   |
| 3.    | BG 74 Göttingen         | 1449:1343 | 24:12  |
| 4.    | Düsseldorfer BG         | 1566:1527 | 20:16  |
| 5.    | BG Hagen                | 1307:1379 | 14:22  |
| 6.    | TV Ibbenbüren           | 1346:1525 | 14:22  |
| 7.    | OSC Bremerhaven         | 1463:1539 | 12:24  |
| 8.    | UBC Medico Münster      | 1291:1414 | 12:24  |
| 9.    | Aplerbecker SC 09 (N)   | 1400:1548 | 10:26  |
| 10.   | TSV Hagen 1860          | 1465:1557 | 8:28   |

Süd
| Platz | Team                   | Gesamt    | Gesamt |
| ----- | ---------------------- | --------- | ------ |
| 1.    | USC Heidelberg (A)     | 1472:1305 | 30:6   |
| 2.    | FC Bayern München (N)  | 1476:1337 | 28:8   |
| 3.    | TuS Aschaffenburg-Damm | 1448:1389 | 22:14  |
| 4.    | SpVgg 07 Ludwigsburg   | 1402:1386 | 20:16  |
| 5.    | TV Langen (A)          | 1399:1345 | 18:18  |
| 6.    | VfL TB Bamberg         | 1387:1352 | 14:22  |
| 7.    | SB DJK Rosenheim       | 1535:1593 | 14:22  |
| 8.    | Post-SG Mannheim (N)   | 1305:1384 | 14:22  |
| 9.    | BBC Linz (N)           | 1364:1484 | 12:24  |
| 10.   | TG Hanau               | 1353:1567 | 8:28   |

### Aufstiegsrunden
Nord
| Platz | Team                    | Gesamt*   | Gesamt* |
| ----- | ----------------------- | --------- | ------- |
| 1.    | BC Giants Osnabrück (N) | 2199:1804 | 46:2    |
| 2.    | Oldenburger TB          | 2000:1849 | 36:12   |
| 3.    | BG 74 Göttingen         | 1971:1804 | 30:18   |
| 4.    | Düsseldorfer BG         | 2089:2092 | 22:26   |

Süd
| Platz | Team                   | Gesamt*   | Gesamt* |
| ----- | ---------------------- | --------- | ------- |
| 1.    | USC Heidelberg (A)     | 1839:1652 | 42:6    |
| 2.    | FC Bayern München (N)  | 1892:1738 | 36:12   |
| 3.    | TuS Aschaffenburg-Damm | 1908:1872 | 24:24   |
| 4.    | SpVgg 07 Ludwigsburg   | 1834:1859 | 22:26   |

 * Es wurden alle Ergebnissen der Hauptrunde in die Aufstiegsrunde mitgenommen.

### Abstiegsrunden
Nord
| Platz | Team                  | Gesamt *  | Gesamt * |
| ----- | --------------------- | --------- | -------- |
| 1.    | BG Hagen              | 2085:2149 | 26:30    |
| 2.    | Aplerbecker SC 09 (N) | 2184:2316 | 22:34    |
| 3.    | OSC Bremerhaven       | 2225:2334 | 22:34    |
| 4.    | TSV Hagen 1860        | 2332:2364 | 20:36    |
| 5.    | UBC Medico Münster    | 2065:2202 | 20:36    |
| 6.    | TV Ibbenbüren         | 2142:2338 | 20:36    |

Süd
| Platz | Team                 | Gesamt *  | Gesamt * |
| ----- | -------------------- | --------- | -------- |
| 1.    | TV Langen (A)        | 2293:2103 | 36:20    |
| 2.    | Post-SG Mannheim (N) | 2110:2131 | 28:28    |
| 3.    | VfL TB Bamberg       | 2212:2131 | 24:32    |
| 4.    | SB DJK Rosenheim     | 2374:2429 | 24:32    |
| 5.    | BBC Linz (N)         | 2195:2358 | 18:38    |
| 6.    | TG Hanau             | 2090:2512 | 10:46    |

 * Es wurden alle Ergebnissen der Hauptrunde in die Abstiegsrunde mitgenommen.